# Sungai Landak
Sungai Landak är ett vattendrag i Indonesien.   Det ligger i provinsen Kalimantan Barat, i den västra delen av landet, 700 km norr om huvudstaden Jakarta.